# Засарье
Засарье — село в Сурском районе Ульяновской области, входит в состав Сарского сельского поселения.

## География
Находится между реками Сура и Большая Сарка на расстоянии примерно 14 километров по прямой на север от районного центра поселка Сурское.

## История
Село Засарье было родовым имением дворян Пазухиных. Одна из рода Пазухиных — Екатерина Петровна (1730—1769) — является матерью историка и литератора Николая Михайловича Карамзина . 
Храм каменный, двухэтажный, построен в 1763 году землевладельцем Петром Петровичем Пазухиным (1725—1794;  Погребён при церкви села Засарье). Престолов в нём три: в нижнем этаже главный (холодный) — в честь Преображения Господня и в приделе (тёплый) — во имя свв. Апостолов Петра и Павла; в верхнем этаже (холодный) — в честь Смоленской иконы Божией Матери. 
В 1780 году, при создании Симбирского наместничества, село Засарье, при устье речки Сары впадающей в Суру, помещичьих крестьян, входило в Алатырский уезд. 
В 1913 году в селе было дворов 207, жителей 1278 и Преображенская церковь (каменная, не сохранилась).
В советский период работали колхозы Красная Сура» и «Маяк революции». 
Из храма Преображения Господня был создан клуб. 

## Население
Население составляло 198 человек в 2002 году (русские 97%), 108 по переписи 2010 года.

### Известные уроженцы
- Александр Заваляев — убийца симбирского губернатора К. С. Старынкевича[8].
- В селе Засарье родилась мать историка Карамзина Николая Михайловича — Екатерина Петровна Пазухина[9][10].
- Пазухин Алексей Дмитриевич — российский государственный деятель, правитель канцелярии Министерства внутренних дел, действительный статский советник (1887), автор проекта реформ при Александре III. Возможно родился здесь, похоронен при Преображенской церкви.
- Здесь прошло детство будущего чудотворца Алексия Бортсурманского. В засарском храме Преображения Господня в  XVIII веке служили диаконами дед и отец праведного Алексия[5].

## Галерея

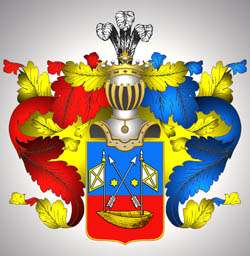
Родовой герб Пазухиных.